# Japan Post Bank
Japan Post Bank Co., Ltd. (japanska: 株式会社ゆうちょ銀行) är en japansk bankkoncern som bildades 1 september 2006 som Yucho Co., Ltd., när regeringen Koizumi valde privatisera den nationella postväsendet och öppnade upp marknaden för konkurrenter. Bankkoncernen bytte till nuvarande namn den 1 oktober 2007.
De har bland annat 13 regionala huvudkontor, 234 regionala bankkontor och 49 administrativa servicecentrar i Japan och har också utländska kontor i både Hongkong och Storbritannien.